# Дуайен, Габриэль-Франсуа
Габриэ́ль-Франсуа́ Дуайе́н, Дойен, Доен (фр. Gabriel-François Doyen; 20 мая 1726, Париж — 3 [15] марта 1806, Санкт-Петербург) — французский живописец, представитель парижского академизма последних десятилетий «старого порядка», ассоциируемый со школой Карла Ванлоо, педагог; мастер исторической картины и декоратор-монументалист. Академик Королевской Академии живописи и скульптуры в Париже (с 1759; ассоциированный член с этого же года), почётный вольный общник (с 1794) и профессор (1798–1801) Императорской Академии художеств в Санкт-Петербурге.

## Биография

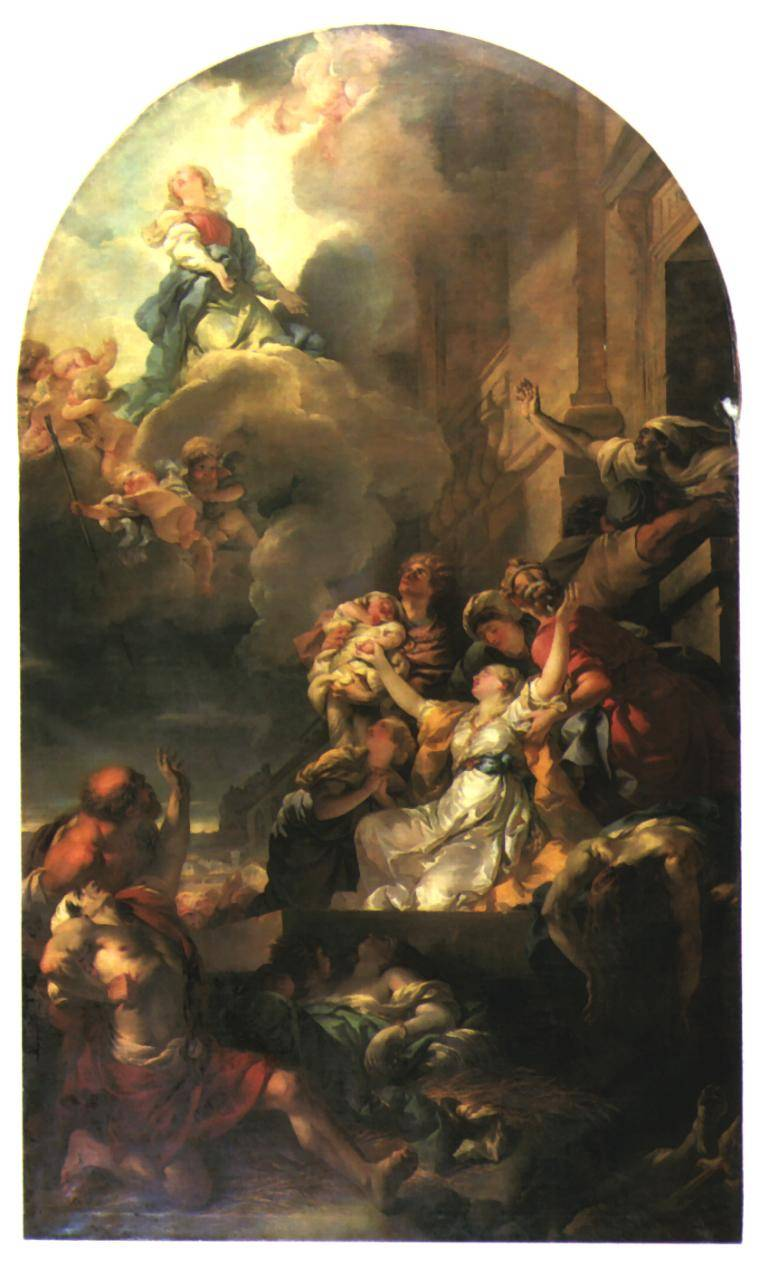
Чудо пламенное, в часовне святой Женевьевы, церковь св. Роха, Париж, 1773.

Родился в Париже в 1726 году; в 12 лет обнаруживал столь очевидные художественные способности, что отец определил его в ученики к Ш. Ванло́. В 1746 году Дуайен получил римскую премию и, отправившись в Италию, изучал там произведения преимущественно А. Карраччи, Ланфранко, Пьетро да Кортона и Солимены.
По возвращении в Париж в 1755 году, вначале не нашёл достаточного признания своему таланту в обществе, пристрастном к жеманству и пустой миловидности в искусстве; но выставленная им в салоне картина «Смерть Виргинии» доставила ему громкую известность.
За другую картину, «Юпитер и Геба», в 1759 году парижская Академия живописи и скульптуры приняла его в свои члены. В 1767 году закончил лучшее из своих произведений — «Miracle des Ardens» (св. Женевьева молитвой прекращает свирепствующую в Париже чуму; церковь св. Роха в Париже). В том же 1767 году Дуайен получил профессорское звание.
После смерти Ванло́ ему было поручено закончить начатое этим художником живописную роспись капеллы св. Григория в церкви дома Инвалидов.
Революционные смуты во Франции побудили Дуайена принять предложение российской императрицы Екатерины II, давно приглашавшей его в Санкт-Петербург. Прибыв туда в 1791 году, он поселился в одном из дворцовых зданий, стал получать по 1200 р. жалованья в год и вообще пользовался большим благоволением у императрицы и, по её кончине, у императора Павла I. По их поручению он произвёл немало работ, преимущественно декоративного характера, и расписал, в числе прочего, два потолка для Георгиевского зала в Зимнем дворце (сгоревшие в 1837-м), потолок в здании Старого Эрмитажа («Добродетели представляют русское юношество Минерве») и потолок в опочивальне императора Павла I.
В 1798 г. Дуайен был определён в профессоры Императорской Академии художеств и, исполняя эту должность по 1801 году, повлиял на образование многих русских живописцев. Умер в Санкт-Петербурге в 1806 г.

## Творчество
- Картины:
  - «Смерть Виргинии» (музей Пармы),
  - «Miracle des Ardents» (св. Женевьева молитвой прекращает свирепствующую в Париже чуму; церковь св. Роха в Париже),
  - «Смерть св. Людовика» (в церкви св. Евстафия в Париже),
  - «Триумф Амфитриты» (в Луврском музее);
  - «Венера, раненная Диомедом»;
- декоративные работы по росписи потолков.